# Europastraße 581
Die Europastraße 581 (kurz: E 581) ist eine Europastraße in Rumänien, der Republik Moldau und der Ukraine.

## Verlauf
Die Europastraße 581 beginnt in Mărășești, führt über Tecuci, Bârlad, Huși, Albița, Leuşeni, Cristeşti, Chișinău und endet in Odessa.